# 米格尔·庞塞
米格尔·安赫尔·庞塞（西班牙語：Miguel Ángel Ponce，1989年4月12日—），墨西哥男子足球运动员，司职后卫。他曾代表墨西哥国奥队参加2012年夏季奥林匹克运动会足球比赛，获得一枚金牌。